# Кръвта е по-гъста от водата
„Кръвта е по-гъста от водата“ е български телевизионен филм (историко-революционна драма) от 1981 година по сценарий и режисура на Маргарита Димитрова. Оператор е Георги Николов. Музиката е на композитора Симеон Щерев. Художник на филма е Борис Нешев.
Сценарият е по романа на Фредерик Дар и Робер Осеин.

## Актьорски състав
| Изпълнител             | Роля                                                    |
| ---------------------- | ------------------------------------------------------- |
| Васил Банов            | инженер Симон Шару, резидент на английското разузнаване |
| Досьо Досев            | д-р Жорж Тушон, ръководител на френската съпротива      |
| Йосиф Сърчаджиев       | Доминик Верние, член на френската съпротива             |
| Петър Славов           | Жоан, член на френската съпротива                       |
| Вихър Стойчев          | Жером, член на френската съпротива                      |
| Александър Александров | лейтенант Грюбер германски офицер                       |
| Васил Димитров         | майор Литън                                             |
| Филип Трифонов         | Пиер Ланжан                                             |
| Нина Янакиева          |                                                         |
| Тодор Тодоров          |                                                         |
| Ангел Велинов          |                                                         |
| Александър Илинденов   |                                                         |
| Георги Новаков         |                                                         |
| Кина Дашева            |                                                         |
| Мая Димитрова          |                                                         |
| Павел Дойчев           |                                                         |
| Лидия Вълкова          |                                                         |
| Елена Кузманова        |                                                         |
| Велика Коларова        |                                                         |
| Георги Наумов          |                                                         |
| Неда Фелитева          |                                                         |
| Стоянка Йорданова      |                                                         |
| Цветан Цветанов        |                                                         |
| Тодор Пройков          |                                                         |